# Armelle Gallaud
« Gallaud » redirige ici. Pour les articles homophones, voir Gallo, Gallot, Galo et Galop.
Armelle Gallaud est une actrice française née le 3 novembre 1976 à Châteauroux. Spécialisée notamment dans le doublage, elle est la voix française d'Ellie, la femelle mammouth, dans la série de films L'Âge de glace.

## Filmographie

### Télévision
- 2006 : Plus belle la vie : Déborah Gicquel, la voyante (6 épisodes)
- 2007 : Commissaire Cordier Attaque au fer : l'ouvreuse (1 épisode)
- 2008 : Le sanglot des anges : l'assistante (3 épisodes)
- 2008 : Paris, enquêtes criminelles : maître Melouad
- 2008 : Le monde est petit : une mère

### Courts métrages
- 2004 : La Volière de David Etrillard : La Fille de joie
- 2005 : Bienvenue au club de Jérôme Beyllot : Véronique
- 2006 : Le clapman de Christophe Gaillard et Yan d'Annoville : Une comédienne
- 2008 : Le temps s'est arrêté de Nicolas Vray : Elle
- 2008 : Maison close de Roch de Haut De Sigy : Marcelle

### Clip vidéo
- 2005 : Sea Star de Juan Rozoff[1]

### Documentaire
- 2016 : La Rue des allocs : voix off

## Doublage

### Cinéma

#### Films
- Kate Winslet dans
  - Contagion (2011) : Dr Erin Mears
  - Divergente (2014) : Jeannine Matthews
  - Divergente 2 : L'Insurrection (2015) : Jeannine Matthews
  - Beauté cachée (2016) : Claire Wilson

- Lake Bell dans :
  - Sex Friends (2011) : Lucy
  - No Escape (2015) : Annie Dwyer
  - L'Exécuteur (2017) : Kate

- Andrea Riseborough dans
  - We Want Sex Equality (2010) : Brenda
  - Oblivion (2013) : Victoria

- D'Arcy Carden dans :
  - Flocons d'amour (2019) : Kira
  - Shotgun Wedding (2022) : Harriet

- 1981[n 1] : Les Bleus : Anita (Roberta Leighton)
- 2004 : My summer of love : la femme de Ricky (Michelle Byrne)
- 2005 : Dark Water : Mary (Jennifer Baxter)
- 2005 : Match en famille : Ann Hogan (Rachael Harris)
- 2005 : Dérapage : Candy (Georgina Chapman)
- 2005 : Amityville : Kathy Lutz (Melissa George)
- 2005 : Red Eye : Sous haute pression : la blonde (Laura Johnson)
- 2006 : Voyeurs.com : Randi Sommers (Shiri Appleby)
- 2006 : Basic Instinct 2 : Susan Bard (Danielle Lydon)
- 2006 : Big Mamma 2 : Petra (Shanna Moakler)
- 2006 : Vol 93 : Lauren Catuzzi Grandcolas (en) (Kate Jennings Grant)
- 2008 : Par delà le bien et le mal : Elizabeth (Ruth Gemmell)
- 2009 : Blood and Bone : Angela (Michelle Belegrin)
- 2009 : The Devil's Tomb : Dr Elissa Cardell (Valerie Cruz)
- 2009 : American Pie présente : Les Sex Commandements : Ashley (Jennifer Holland)
- 2009 : La Proposition : Mme McKittrick (Phyllis Kay)
- 2009 : Shorts : l'enseignante (Angela Lanza)
- 2010 : Shutter Island : l'infirmière Marino (Nellie Sciutto)
- 2011 : SWAT: Firefight : Lori Barton (Shannon Kane)
- 2011 : Vole, petit poisson : Roberta Meiringer (Meret Becker)
- 2012 : Abraham Lincoln, chasseur de vampires : Vadoma (Erin Wasson)
- 2013 : Les Stagiaires : Marielena (Jessica Szohr)
- 2013 : White House Down : une journaliste [Qui ?]
- 2013 : Les Flingueuses : Beth (Jamie Denbo)
- 2014 : Gone Girl : Greta (Lola Kirke)
- 2014 : Inherent Vice : Clancy Charlock (Belladonna)
- 2014 : Transformers : L'Âge de l'extinction : Darcy Tirrel (Sophia Myles)
- 2015 : Entourage : Dr Marcus (Nora Dunn)
- 2015 : À la poursuite de demain : voix de l'attraction de Disney
- 2015 : Spy : Nancy (Miranda Hart)
- 2015 : Joy : Danica (Susan Lucci)
- 2016 : Roger Corman's Death Race 2050 : Tammy (Anessa Ramsey)
- 2016 : Infiltrator : Alley (Leanne Best (en))
- 2016 : Dead Rising: Endgame : Jill (Jessica Harmon)
- 2017 : Valérian et la Cité des mille planètes : le prince Tsûuri (Marilhéa Peillard)
- 2018 : Party Mom : Jackie (Krista Allen)
- 2019 : Once Upon a Time… in Hollywood : la caissière du cinéma (Kate Berlant)
- 2020 : Love Wedding Repeat : Rebecca (Aisling Bea)
- 2021 : Compartiment n° 6 : Irina (Dinara Droukarova)
- 2021 : Security : ? (?)
- 2021 : Journal d'une aventure new-yorkaise (pt) : la mère de Barbara [Qui ?]
- 2022 : Le Mauvais Esprit d'Halloween : Mme Hawthorne (Nia Vardalos)
- 2022 : Christmas with You (en) : Connie (Elisa Bocanegra)
- 2022 : Une ardente patience (es) : Elvira (Trinidad González (es))
- 2022 : Honk for Jesus. Save Your Soul. (en) : Sabina (Avis-Marie Barnes)
- 2024 : Role Play (en) : Karen Shah (Sonita Henry)
- 2024 : The Deliverance : la pasteure Powell (Tasha Smith (en))
- 2025 : Destination finale : Bloodlines : Darlene Campbell (Rya Kihlstedt)
- 2025 : Almost Cops (nl) : Yasmina Bukhari (Nazmiye Oral)
- 2025 : La Guerre des mondes : Sandra Salas (Eva Longoria)

#### Films d'animation
- 1984[2] : Nausicaä de la vallée du vent : ambiances
- 2004 : Ghost in the Shell 2: Innocence : ambiances
- 2006 : Les Contes de Terremer : Aranéide
- 2006 : L'Âge de glace 2 : Ellie
- 2007 : Tous à l'Ouest : ambiances
- 2009 : L'Âge de glace 3 : Le Temps des dinosaures : Ellie
- 2011 : L'Âge de glace : Un Noël de mammouths : Ellie (court-métrage)
- 2012 : L'Âge de glace 4 : La Dérive des continents : Ellie
- 2012 : Les Mondes de Ralph : voix additionnelles
- 2016 : Zootopie : Sergent instructeur, Priscilla et une hippopotame
- 2016 : L'Âge de glace : Les Lois de l'Univers : Ellie
- 2019 : Zim l'envahisseur et le Florpus : Navette
- 2021 : Le Dragon-génie : Mme Chen, la star du feuilleton et voix additionnelles
- 2022 : L'Âge de glace : Les Aventures de Buck Wild : Ellie
- 2023 : Spider-Man : Across the Spider-Verse : Charlotte Weber / Sun-Spider

### Télévision

#### Téléfilms
- Jessica Harmon dans :
  - Une erreur de jeunesse (2007) : Lynn
  - Confiance brisée (2009) : Kelyn
  - Les Yeux de l'amitié (2013) : Mme McVie
  - Un Noël à la maison (2015) : Eileen McCormick

- Holly Robinson Peete dans :
  - Un festival pour Noël (2017) : Michelle Lansing
  - La clé d'un Noël réussi (2018) : Michelle Lansing
  - Le Calendrier secret de Noël (2019) : Michelle Lansing
  - Les petits miracles de Noël (2020) : Michelle Lansing

- Crystal Balint dans :
  - Mariée avant le printemps (2014) : Ursula
  - Maman 2.0 (2016) : Chantal
  - Un Noël de conte de fées (2017) : Doris

- Deanna Russo dans :
  - Obsession maladive (2012) : Emily Edmonds
  - Ghost Voyage (2014) : Serena

- Meret Becker dans :
  - Mensonges et autres vérités (2014) : Coco
  - Fortes têtes (2024) : Anne

- Brittany S. Hall dans :
  - Vengeance sous les tropiques (2021) : Parker
  - Vengeance à la Fashion Week (2022) : Parker

- 2002 : Quand Jack rencontre Amy : Chloe (Clare Bullus)
- 2004 : Le Crash du vol 323 : Natalie (Patricia Drake (en))
- 2005 : Confessions dangereuses : Louise (Claudia Harrison)
- 2006 : Au fond de l'océan : Debbie (Mareike Fell (de))
- 2008 : Une jeunesse berlinoise : Hanna Kaiser (Veronica Ferres)
- 2010 : La Prophétie de l'oracle (en) : Orion (Heather Doerksen)
- 2012 : Maria la battante 2 : Au nom de toutes les femmes (de) : Staatsanwältin Brenner (Christina Große)
- 2013 : L'Amour au jour le jour : Jolene (Valerie Azlynn (en))
- 2013 : Mes sœurs : Heike (Maike Bollow (de))
- 2013 : L'Enfant de personne : Valerie Almond (Raquel Cassidy)
- 2013 : Accusée par erreur : Battes (Alicia Lagano)
- 2015 : Un mariage sans fin : Kate (Ali Liebert)
- 2015 : Une famille pour Noël : Maman (Allyson Grant)
- 2017 : Une princesse pour Noël : Sara (Rosa Blasi)
- 2017 : La Reine de la déco : Sabrina (Kate Orsini)
- 2020 : Mère porteuse pour star dangereuse : l'infirmière (Mimi Fletcher)
- 2021 : Vengeance sous les tropiques : Parker (Brittany S. Hall)
- 2022 : Dans l'ombre de ma jumelle : Nadine (Tara Warren)
- 2022 : Il était deux fois Noël : Sharice (Sunita Prasad (en))

#### Séries télévisées
- Alicia Lagano dans (8 séries) :
  - The Client List (2012-2013) : Selena Ramos (23 épisodes)
  - Castle (2013) : Emma Riggs (saison 6, épisode 4)
  - Major Crimes (2013) : Susan Adler (saison 2, épisode 5)
  - Revenge (2014) : Nancy (saison 4, épisode 1)
  - Grimm (2014) : Alicia (saison 3, épisode 10)
  - Marvel : Les Agents du SHIELD (2014) : Rosie (saison 1, épisode 15)
  - First Murder (2015) : Sela (saison 2, épisode 11)
  - Night Shift (2015) : Simone (saison 2, épisode 10)

- Alanna Ubach dans (7 séries) :
  - Hung (2009-2011) : Yael Koontz (10 épisodes)
  - Numb3rs (2010) : Paula Watson (saison 6, épisode 14)
  - Mentalist (2011) : Dr Gidry (saison 3, épisode 17)
  - Ringer (2012) : l'avocate Beluc (épisode 13)
  - Facing Kate (2012) : Bonnie (saison 2, épisode 8)
  - Revolution (2013) : Bonnie Webster (saison 2, épisode 6)
  - Euphoria (depuis 2019) : Suze Howard

- Lesley Fera dans (6 séries) :
  - FBI : Portés disparus (2009) : Cynthia (saison 7, épisode 10)
  - Mentalist (2009) : Leslie Sloop (saison 2, épisode 10)
  - 24 Heures chrono (2009-2010) : Angela Nelson (6 épisodes)
  - Nip/Tuck (2010) : Daniella Creighton (saison 6, épisode 17)
  - Esprits criminels (2010) : Leslie McBride (saison 5, épisode 18)
  - Detroit 1-8-7 (2010) : Dr Maya Ehrlich (épisode 10)

- D'Arcy Carden dans (5 séries) :
  - Broad City (2014-2019) : Gemma (5 épisodes)
  - The Good Place (2016-2020) : Janet Della-Denunzio (50 épisodes)
  - Barry (2018-2023) : Natalie Greer (20 épisodes)
  - Allô la Terre, ici Ned (en) (2020) : D'Arcy Carden (épisode 13)
  - Une équipe hors du commun (2022) : Greta Gill (8 épisodes)

- Kate Jennings Grant (en) dans (4 séries) :
  - Commander in Chief (2005) : Samantha
  - FBI : Duo très spécial (2010) : Catherine Mcillan
  - Parenthood (2010) : Jennifer
  - Pan Am (2011) : Judith Cameron

- Deanna Russo dans (4 séries) :
  - Les Feux de l'amour (2007) : Dr Logan Armstrong (23 épisodes)
  - Le Retour de K 2000 (2008-2009) : Sarah Graiman (17 épisodes)
  - FBI : Duo très spécial (2009) : Taryn Vandersant (saison 1, épisode 5)
  - Burning Love (en) (2012-2013) : Tamara G. (12 épisodes)

- Constance Zimmer dans (4 séries) :
  - House of Cards (2013-2018) : Janine Skorsky (19 épisodes)
  - Marvel : Les Agents du SHIELD (2015) : Rosalind Price (8 épisodes)
  - Better Things (2016) : elle-même (saison 1, épisode 1)
  - Good Trouble (2021-2022) : Kathleen Gale (18 épisodes)

- Jessica Harmon dans (4 séries) :
  - iZombie (2015-2019) : l'agent du FBI Dale Bozzio (32 épisodes)
  - The Magicians (2016) : Mackenzie (saison 1, épisode 7)
  - Les 100 (2016-2020) : Niylah (32 épisodes)
  - Taken (2017) : Gretchen Lareau (saison 1, épisode 6)

- Nora Dunn dans :
  - Entourage (2006-2011) : Dr Marcus (6 épisodes)
  - Psych : Enquêteur malgré lui (2010) : Eve Asher (saison 5, épisode 11)
  - Bones (2013-2014) : Tess Brown (saison 9, épisode 8 et saison 10, épisode 5)

- April Parker-Jones (en) dans :
  - The Chicago Code (2011) : Bernadette Prentiss (épisode 9)
  - Devious Maids (2016) : l'inspecteur Shaw (3 épisodes)
  - Mad Dogs (2016) : Paris (épisode 10)

- Mouzam Makkar dans :
  - Chicago Fire (2012) : Anna (saison 1, épisode 5)
  - Chicago Justice (2017) : Kalila Rafiq (épisode 3)
  - Appartements 9JKL (2017) : Lily (épisode 2)

- Lake Bell dans :
  - Wet Hot American Summer: First Day of Camp (2015) : Donna (mini-série)
  - Wet Hot American Summer: Ten Years Later (2017) : Donna (mini-série)
  - Medical Police (2020) : Cat Black (4 épisodes)

- Queen Latifah dans :
  - Star (2016-2019) : Carlotta Brown (48 épisodes)
  - Empire (2017) : Carlotta Brown (saison 4, épisode 1)
  - Hollywood (2020) : Hattie McDaniel (mini-série)

- Robin Givens dans :
  - Riverdale (2017-2021) : Sierra McCoy (29 épisodes)
  - Katy Keene (2020) : Sierra McCoy (épisode 6)
  - Batwoman (2021-2022) : Jada Jet (11 épisodes)

- Cameron Richardson dans :
  - Point Pleasant, entre le bien et le mal (2005) : Paula Hargrove (13 épisodes)
  - Dr House (2006) : Alex (saison 2, épisode 13)

- Bellamy Young dans :
  - Médium (2005) : Kate Emery (saison 2, épisode 7)
  - Cold Case, affaires classées (2007) : Audrey Metz '38 (saison 5, épisode 7)

- Renee Albert dans :
  - Big Love (2006-2007) : Julep « Jo Jo » Embry (6 épisodes)
  - Modern Family (2013) : Marcy (saison 5, épisode 6)

- Ali Liebert dans :
  - Harper's Island (2009) : Nikki Bolton (mini-série)
  - Motive (2014) : Erin Kovack (saison 2, épisode 11)

- Nicole Shalhoub dans :
  - The Good Wife (2010) : Dr Jean Ellis (saison 1, épisode 17)
  - Madam Secretary (2017) : Dendera Antar (saison 3, épisode 15)

- Jane Allshop dans :
  - La Gifle (2011) : Tracey (3 épisodes)
  - Surviving Summer (depuis 2022) : Loopy

- Liza J. Bennett dans :
  - Person of Interest (2012) : Annie Delaney (saison 2, épisode 4)
  - Chicago Fire (2016) : Alex Ward (3 épisodes)

- Danielle Cormack dans :
  - Miss Fisher enquête (2012) : Anna Ross (saison 1, épisode 9)
  - My Life Is Murder (2019) : Nikki Malone (saison 1, épisode 2)

- Kate Orsini dans :
  - 90210 Beverly Hills : Nouvelle Génération (2013) : la juge (saison 5, épisode 20)
  - Bones (2014) : Michelle Summers (saison 9, épisode 21)

- Alexandra Barreto (en) dans :
  - Parenthood (2013-2014) : Karen Fillman (5 épisodes)
  - Pure Genius (2016) : Amy Delgado (épisode 5)

- Nia Vardalos dans :
  - New York, unité spéciale (2013-2014) : Minonna Efron (3 épisodes)
  - The Catch (2016) : Leah Wells (3 épisodes)

- Jessica Blank (en) dans :
  - Elementary (2015) : Tabitha Laird (saison 3, épisode 12)
  - Blue Bloods (2015) : Heather Drake (saison 5, épisode 16)

- Katie Aselton dans :
  - Togetherness (2016) : Anna (5 épisodes)
  - Casual (2016-2017) : Jennifer (16 épisodes)

- Alysia Reiner dans :
  - Rosewood (2016) : Lilian Izikoff (saison 1, épisodes 11 et 14)
  - Better Things (2016-2022) : Sunny (15 épisodes)

- Alexandra Castillo (en) dans :
  - Incorporated (2016) : Susan (épisode 1)
  - Legends of Tomorrow (2021) : Gloria Cruz (4 épisodes)

- Leslie Silva (en) dans :
  - Shades of Blue (2016-2018) : Gail Baker (19 épisodes)
  - Mike (en) (2022) : Ruth Givens (mini-série)

- Crystal Balint dans :
  - Prison Break (2017) : Heather (3 épisodes)
  - Sermons de minuit (2021) : Dolly Scarborough (mini-série)

- Laverne Cox dans :
  - Doubt (2017) : Cameron Wirth (13 épisodes)
  - Inventing Anna (2022) : Kacy Duke (mini-série)

- Elizabeth Marvel dans :
  - Unbelievable (2019) : Judith (mini-série)
  - Présumé innocent (2024) : Lorraine Horgan (mini-série)
- 2003[n 2] : According to Jim : Janice (Jane Lynch) (saison 3, épisode 5)
- 2005 : Amy : Estella Ramirez (Yvonne Delarosa)
- 2005 : Médium : Brooke Hoyt (Morena Baccarin)
- 2005 : Esprits criminels : Sela (Pat Destro), Rebecca Hodges (Annabeth Gish), Kelly Seymour (Kelly Kruger)
- 2006 : Cold Case : Affaires classées : Anne Bowen (Stacy Haiduk)
- 2006 : Rosemary & Thyme : Sherry (Sally Leonard)
- 2008 : Hercule Poirot : Miss Blake (Amanda Abbington)
- 2009 : The Good Wife : Gretchen Battista (Nina Arianda)
- 2009 : Londres, police judiciaire : Suzie Byers (Helen Elizabeth)
- 2009-2011 : Caprica : Priyah Magnus (Luciana Carro)
- 2010 : Sherlock : Soo Lin Yao (Gemma Chan)
- 2010 : The Glades : Maggie Bauman (Kayla Ewell)
- 2010 : Terriers : Josephine Lindus (Jackie Debatin)
- 2010-2011 : The Whole Truth : Danni (Rosa Blasi)
- 2011 : Alphas : Kathy Sullivan (Valerie Cruz)
- 2012 : Un cas pour deux : Susane Tembrink (Catherine Bode)
- 2012 : Miss Fisher enquête : Hetty (Caroline Brazier)
- 2013 : Crossing Lines : Eva Vittoria (Gabriella Pession)
- 2013 : 666 Park Avenue : Ingrid Weismann (Wendy Moniz)
- 2013 : Top of the Lake : Zena (Madeleine Sami)
- 2014 : Enquêtes codées : Marta (Brana Bajic)
- 2014 : Grey's Anatomy : Journaliste (Alegria Michelle)
- 2014 : Lovesick : Anna (Nikki Amuka-Bird)
- 2014 : Mon oncle Charlie : Nicole (Odette Annable)
- 2014-2015 : Kfulim : Natalie Elfassia (Magi Azaezar)
- 2015 : Penny Dreadful : Angélique (Jonny Beauchamp)
- 2016 : New Girl : Connie (Busy Philipps)
- 2016 : Tyrant : Sophia (Basma)
- 2016-2017 : Les Enquêtes de Murdoch : Ashmi (Glenda Braganza)
- 2017 : Angie Tribeca : Mme Claire Farnsworth (Jessica St. Clair)
- 2017-2018 : You Are Wanted : Sandra Jansen (Striebeck Catrin)
- 2017-2019 : Brooklyn Nine-Nine : Daniella Andrade (Abigail Marlowe) (saison 4, épisode 19) et Dr Theresa Moore (Anna Khaja) (saison 6, épisode 11)
- 2019 : The Chi : Harriet Brown (Jacqueline Williams) (3 épisodes)
- 2019-2022 : Poupée russe : Lenora Vulvokov (Chloë Sevigny) (8 épisodes)
- 2020 : Jeffrey Epstein : argent, pouvoir et perversion : elle-même (Haley Robson) et elle-même (Sarah Ransome) (mini-série)
- 2020 : AJ and the Queen : Leilani Kala'i / Lady Danger (Tia Carrere) (10 épisodes)
- 2020 : Hunters : Patricia Collins (Francesca Faridany) (saison 1, épisodes 8 et 9)
- depuis 2020 : À l'ombre des Magnolias : Helen Decatur (Heather Headley) (20 épisodes)
- 2021 : Fantasy Island : Ruby Akuda (Kiara Barnes)
- 2021 : Dave : Tessa (Meagan Holder) (3 épisodes)
- 2022 : Moon Knight : Ammit (Sofia Asir) (voix, mini-série)
- 2022 : A Million Little Things : Greta Strobe (Cameron Esposito)
- 2022 : Cobra Kai : Kim Da-eun (Alicia Hannah-Kim)
- 2022 : 61st Street (en) : Marisol (Malkia Stampley) (6 épisodes)
- 2022 : The Playlist : la sénatrice Madison Landy (Dionne Audain)
- 2022 : Le Syndrome d'Helsinki : Susanna Simonen (Piitu Uski) (mini-série)
- 2022 : This England : Sarah Boateng (Angela Wynter) (mini-série)
- 2022 : Sandman : Unity Kinkaid (Sandra James-Young) (saison 1)
- 2022 : Welcome to Chippendales : Connie Williams (Lucie Pohl (en)) (mini-série)
- depuis 2022 : Slow Horses : Ingrid Tearney (Sophie Okonedo)
- 2023 : Une famille vraiment Loud : Joan Shivers (Vicki Lawrence) (saison 1, épisode 8)
- 2023 : Christian (it) : Virginia (Juana Jimenez) (saison 2)
- 2023 : Alert : Jamie Lewis (Michelle Giroux (en)) (saison 1, épisode 8)
- 2023 : Champion (en) : Mercedes Jones (Laura Rollins (en)) (saison 1, épisode 8)
- 2023 : So Help Me Todd (en) : Dixie Kimble (Julia Benson) (saison 1, épisode 14)
- 2023 : You and Me : Hannah (Janie Dee (en)) (mini-série)
- 2024 : Landman : Ellie (Robyn Lively)
- 2024 : Adorazione (en) : Manuela (Claudia Potenza)
- 2024 : Derrière la façade (en) : Gwen Delvecchio (Katherine Moennig)
- 2024 : Invisible (es) : Matilde [Qui ?] (mini-série)
- 2025 : Miss Governor (en) : le lieutenant-gouverneur Antoinette Dunkerson (Terri J. Vaughn (en))

#### Séries d'animation
- 2006-2013 : Manny et ses outils : Mme Thomson
- 2009-2011 : Super Hero Squad : l'Enchanteresse
- 2016 : Les Aventures du Chat Potté : la reine des Mégamicres (saison 3, épisode 2)
- 2017-2021 : Vampirina : Briana
- 2018-2019 : Le Trio venu d'ailleurs : Les Contes d'Arcadia : Bertha Flanagan
- 2019 : American Dad! : la directrice Mahoney
- 2021 : Les Maîtres de l'univers : Révélation : la sorcière
- 2021 : Hanma Baki: Son of Ogre : Maria
- 2021 : Star Wars: The Bad Batch : Dr Scalder (1re voix, saison 1) et ES-02
- 2022 : Zootopie+ (en) : Francine (mini-série)
- 2023 : Star Wars: Visions : Lo'ie (saison 2, épisode 6)
- 2023 : Mech Academy : Les cadets (en) : Dolly Yu
- 2023-2024 : Four Knights of the Apocalypse : Gauvain
- 2024 : Dandadan : l'Acro-soyeuse (version Netflix)

### Jeux vidéo
- 2009 : Assassin's Creed II : Paola
- 2011 : Cars 2 : Holley Shiftwell (sur 3 jeux[3])
- 2012 : Guild Wars 2 : voix additionnelles
- 2012 : Les Mondes de Ralph : le sergent Calhoun
- 2012 : Kinect Héros : Une aventure Disney-Pixar : Holley Shiftwell
- 2013 : Disney Infinity : Holley Shiftwell
- 2015 : Star Wars Battlefront : voix additionnelles (rebelles, stormtroopers)
- 2015 : Assassin's Creed Syndicate : Lucy Thorne
- 2015 : Fallout 4 : voix additionnelles
- 2016 : Watch Dogs 2 : voix additionnelles
- 2016 : The Elder Scrolls: Legends : voix additionnelles
- 2016 : Forza Horizon 3 : voix additionnelles
- 2016 : Gears of War 4 : voix additionnelles
- 2016 : World of Warcraft: Legion : voix additionnelles
- 2016 : Tom Clancy's The Division : voix additionnelles
- 2017 : Star Wars Battlefront II : L3-37, voix additionnelles
- 2018 : God of War : Walkyries
- 2018 : Marvel's Spider-Man : voix additionnelles
- 2019 : Overwatch : Sojourn
- 2019 : Rage 2 : voix additionnelles
- 2019 : Mortal Kombat 11 : Skarlet
- 2019 : Star Wars Jedi: Fallen Order : voix additionnelles
- 2020 : Assassin's Creed Valhalla : Dr Siercke et voix additionnelles
- 2020 : Star Wars: Squadrons : Gunny
- 2020 : Cyberpunk 2077 : Dakota
- 2021 : It Takes Two : la reine des guêpes
- 2021 : Outriders : voix additionnelles
- 2021 : Les Gardiens de la Galaxie : Lady Hellbender
- 2021 : New World : divers personnages
- 2022 : Dying Light 2 Stay Human : ?
- 2022 : The Settlers : voix additionnelles
- 2022 : Overwatch 2 : Sojourn
- 2023 : Hi-Fi Rush : ?
- 2023 : Star Wars Jedi: Survivor : Caij Vanda et ZN-A4
- 2023 : Diablo IV : ?
- 2023 : Cyberpunk 2077 : Phantom Liberty : ?
- 2024 : Prince of Persia: The Lost Crown : Anahita
- 2024 : Suicide Squad: Kill the Justice League : ?
- 2024 : Star Wars Outlaws : voix additionnelles
- 2025 : Eternal Strands (en) : Oria « Silverbeak » Harpinae
- 2025 : Space Adventure Cobra - The Awakening : Sandra et une danseuse
- 2025 : Mafia: The Old Country : ?

### Publicité
- depuis 2013 : La vache qui rit
- depuis 2020 : voix d'Eva Longoria pour les produits L'Oréal
- 2022 : M&M's : voix de Miss Brown

## Théâtre
- 1992 : Le Masque de fer d'après Alexandre Dumas - Jean-François Richard : madame de Bonnefont
- 1993 : Nicopolis de Jean-François Richard (Château de La Prune Au Pot) : une bonne sœur et un comédien
- 1994 : Quoi de nouveau ? Molière ! : Jean-Laurent Cochet : Une Femme Savante
- 1994 : Les Trois Mousquetaires d'Alexandre Dumas (Château de La Prune Au Pot) - Eudes Renand/Frédéric Bault : la reine Anne d'Autriche
- 1995 : Les Beaux Messieurs de Bois-Doré de George Sand (Château de La Prune Au Pot) - Eudes Renand/Frédéric Bault : Lauriane
- 1995 : Jonathan Livingston le goéland de Richard Bach - Jacques Mougenot (Petit Montparnasse)
- 1997 : La Nuit des rois de William Shakespeare - Jean-François Rouzières : Viola
- 1998 : L'Éventail de Carlo Goldoni - Jean-François Rouzières : Candide
- 2007 : Cupidon n'a pas dit non de Jean-Philippe Daguerre (Aktéon et Petit Gymnase) : Elle
- 2008-2010 : Cinq filles couleur pêche (en) d'Alan Ball (Théâtre Le Méry et Festival d'Avignon Off) - M.-L. Malric : Brenda